# Pere Màrtir Rossell i Vilar
Pere Màrtir Rossell i Vilar (Olot, 2 de enero de 1882-Barcelona, 25 de julio de 1933) fue un veterinario español, figura prominente del  ultranacionalismo catalán y teorizador del racismo en Cataluña.

## Biografía
Nació en Olot, provincia de Gerona, en 1882. Radicalizado durante su etapa juvenil, llegó incluso a tener que exiliarse brevemente tras los sucesos de la Semana Trágica de 1909.
Teorizador del racismo científico en Cataluña y preocupado por los elementos diferenciadores que según él existían entre catalanes y castellanos, emplearía el concepto biológico de raza como elemento identitario vertebrador.
Expondría sus planteamientos racistas en varias obras. En Diferències entre catalans i castellans (1917) se recoge su determinismo racial. En otra de sus publicaciones, La Raça (1930), expondría también sus teorías eugenéticas de la «raza catalana», remarcando el abismo que separaba a «los catalanes» de «los castellanos» y apuntando el peligro del matrimonio mixto (que conduciría a aberraciones mentales, degeneración biológica y descomposición moral). De acuerdo con Ucelay-Da Cal en esta última obra Rossell «trasladó su afán por tipificar animales de crianza hacia las personas».
Llegó a colaborar en la revista Iberia, publicación de corte aliadófilo.
Independentista catalán y seguidor de Miquel Badia y Josep Dencàs, en la parte final de su vida militaría en Esquerra Republicana de Catalunya. De acuerdo con los escritos de su correligionario Daniel Cardona, fue uno de los miembros de la comisión que propuso a Francesc Macià la formación de una Guàrdia Cívica Republicana, planteando la adquisición de armamento en el extranjero. Fue diputado de ERC por la circunscripción de Barcelona ciudad en el Parlamento de Cataluña durante la Segunda República.
Sus ideas racistas influyeron al criptofascista Josep Dencàs, autodefinido como «nacional socialista», si bien el propio Rossell negó de forma vehemente las recriminaciones de nacionalismo fascistizante, po cuanto éste comportaría un peligroso imperialismo a evitar por catalanistas intransigentes como él.
Rosell i Vilar, que llegó a ser director del Servei Tecnic de Ramadería de la Mancomunidad de Cataluña, y, en la década de 1930, del Zoológico de Barcelona, falleció en Barcelona el 25 de julio de 1933.